# Chlorotettix breviceps
Chlorotettix breviceps är en insektsart som beskrevs av Baker 1898. Chlorotettix breviceps ingår i släktet Chlorotettix och familjen dvärgstritar. Inga underarter finns listade i Catalogue of Life.